# راي دعيرة (حديبو)

تعديل مصدري - تعديل

راي دعيرة هي إحدى قرى مديرية حديبو التابعة لمحافظة سقطرى، بلغ تعداد سكانها 55 نسمة حسب تعداد اليمن لعام 2004.